# Anolis carlliebi
Anolis carlliebi (аноліс Карла Ліба) — вид ігуаноподібних ящірок родини анолісових (Dactyloidae). Ендемік Мексики.

## Поширення і екологія
Аноліси Карла Ліба мешкають в мексиканських штатах Оахака, Герреро і Пуебла.